# Yisroel Hopsztajn
Yisroel Hopsztajn (o anche "Hopstien" - in ebraico ישראל הופשטיין מקוז'ניץ‎?) (Distretto di Opatów, 1737 – Kozienice, 1814) è stato un rabbino e mistico polacco, noto anche come il Magghid di Kozhnitz.
Fu uno dei più importanti capi chassidici polacchi tra il XVIII e il XIX secolo. Fu studente e discepolo del Magghid di Mezeritch e del Rebbe Elimelech di Lizhensk (=Leżajsk in yiddish-ליזשענסק). Scrisse vari libri di Chassidut e di Cabala. Predisse la caduta di Napoleone nella guerra contro la Russia.

## Biografia
Nato a Opatów (Distretto di Opatów in Polonia), dove suo padre Shabsay era un rilegatore di libri, Yisroel Hopsztajn sin da bambino fu riconosciuto come Ilui, un prodigio. Studiò presso Rabbi Shmelke di Nikolsburg, che poi riuscì a convincere Rabbi Yisroel ad andare a studiare dal Magghid di Mezeritch. Dopo che quest'ultimo morì, andò a studiare presso il Rebbe Elimelech di Lizhensk.
Rabbi Yisroel fu il fondatore della dinastia chassidica Kozhnitz.

## Famiglia
Si sposò con Raziel ed ebbero 3 figli: Rabbi Moshe Elyakim, che rimpiazzò suo padre come Rebbe dopo che questi morì; Leah Perl, moglie di Rabbi Avi Ezra Zelig Shapira, rabbino di Grenitz; Rabbi Motel, che morì giovane.

## Opere
- (HE) Nezer Yisrael, commentario dello Zohar
- (HE) Gevurat Yisrael, commentario della Haggadah di Pesach
- (HE) Ta'amei Mitzvot, commentario delle 613 Mitzvot
- (HE) http://www.mysefer.com/product.asp?numPageStartPosition=91&P_ID=4362&strPageHistory=&strKeywords=&strSearchCriteria=&PT_ID=73[collegamento interrotto], commentario del Tikunei HaZohar
- (HE) Avodat Yisrael, commentario di Torah e Pirkei Avot